# 西洋骨牌
多米諾骨牌（英語：Dominoes），又稱西洋骨牌，是一系列使用矩形“多米諾”骨牌玩的遊戲。每個多米諾骨牌是一個矩形牌，以一條線將其分成兩個正方形的「末端」。每一端都標有一些點數或空白。一套多米諾骨牌的背面是無法區分的。許多張的骨牌（俗稱骨頭、卡片、瓦片、票、石頭、籌碼或誘餌）組成一套多米諾骨牌組。傳統的中歐多米諾骨牌包括28個骨牌，所有的點數均在零和六之間。多米諾骨牌是一種通用的遊戲器材，類似於撲克牌或骰子，可以使用一套骨牌來玩各種遊戲。
最早的骨牌記載是中國宋朝末年文人周密（1232－1298年）的《武林舊事》；現代的多米諾骨牌則是18世紀首次出現在意大利。
名稱中的“多米諾”（domino）與威尼斯嘉年華會期間穿戴的一種節慶服飾有關，它通常由黑色長袍和白色面具組成。然而與英文「多義詞」（polyomino）無關，和任何一種語言的數字2之間也沒有任何联系。

## 多米諾骨牌的製作和組成
歐式多米諾骨牌傳統上由骨頭或象牙製成，有時也用黑色硬木如黑檀木。骨牌上的黑色或白色的點以鑲嵌或塗顏料製成。此外，多米諾骨牌組也會使用其他不同的自然材料，包括石頭（如大理石、花崗岩或皂石）、其他硬木（如梣木、橡木、紅木和雪松）、金屬（例如黃銅或錫）、陶瓷粘土，甚至磨砂玻璃或水晶。這些牌組通常講究新穎的外觀，略多的重量使它們更有質感；此外，這些材料和產品通常比聚合物材料昂貴得多。
現代的多米諾骨牌通常由合成材料製成，如ABS或聚苯乙烯塑料，或是電木酚和其他酚醛樹脂。許多牌組製作近似於象牙的外觀和感覺，而其他的則使用彩色或半透明的塑料來達到更現代化的外觀。現代的多米諾骨牌還通常使用不同顏色來表示每個不同的數值的點（一點可能是黑色、兩點可能是綠色、三點可能是紅色等），以便容易看出匹配數字的牌。有時候，人們可能會發現一個像卡片這樣的卡式多米諾骨牌。這樣的牌組較為輕巧、緊密和便宜，但是卡片更容易受到輕微的干擾，例如突然的微風。有時，多米諾骨牌在中間有一個金屬針（稱為旋轉器或樞軸）。
傳統的多米諾骨牌組是牌的兩端從零到六個點每一種可能組合都僅有一張牌，稱之為雙六組，因為最高面值的牌在每兩端各有六個點（“雙六”） 。一到六個點通常排列方式與六面骰子相同，但是因為還有沒點的空白端，所以每一端可以有七種點數，一套雙六組骨牌組共有28個不同的牌。
然而，當玩家超過四人，這樣的數字相對較小。所以有些多米諾骨牌通過引入更多的兩端點數，增加了點數組合，從而增加了骨牌數量。每個擴展的牌組是將骨牌兩端的最大點數增加三個，因此常見的擴展組合是9、12、15和18。理論上可以存在諸如雙21的更大骨牌組，但在零售店中很少見到，因為識別每個多米諾骨牌的點數變得困難；而且雙21牌組將有253張牌，遠遠超過多米諾骨牌遊戲本身的需求，即使是八人同玩的場合。
在歐美也會使用多米諾骨牌讓小朋友學習數序、跳數和簡單加減數等。例如進行數字接龍和加減相對的驗正( Fact Families )等數學遊戲。

## 歷史

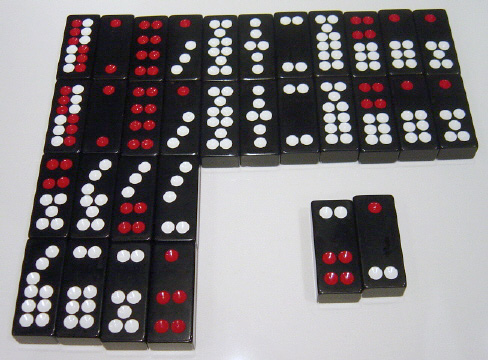
32張一組的中國骨牌

中國最早提到骨牌的書籍是由宋末元初學者周密（1232-1298年）撰寫的《武林舊事》（武林指南宋首都杭州），書中列出了「蒱牌」及骰子為宋孝宗統治期間小販出售的物品。今人盧慶濱（Andrew Lo）說，周密指的只是一種賭具，明朝學者陸容（1436-1494年）則明確地將該賭具描述為骨牌。
關於骨牌玩法的最早描述是元末明初學者瞿佑（1341-1437年）撰寫的《宣和牌譜》，但有些中國學者認為這本書冊是後人偽造出來的。
在明朝學者張溥（1602-1641年）撰寫的《萬寶全書》中，描述了「蒲牌」遊戲，雖然用字改變，但保留了相同的發音。傳統中國骨牌遊戲包括天九、牌九等。32張的中國骨牌組，代表兩個骰子的各種點數組合（其中11張重覆），因此沒有空白面，與18世紀中期在西方發現的28張多米諾骨牌不同。有空白面的中國骨牌直到17世紀才出現。
幾個世紀以來，有許多不同的骨牌已經在世界各地被發明，並用來進行各種骨牌遊戲。每個骨牌最初都代表投擲兩個六面骰子（2d6）的21個結果之一。每個多米諾骨牌的一端用來代表一個骰子的點，而另一端則代表另一個骰子的點。中國骨牌有用了幾個重複的投擲結果，並且將骨牌分為兩種：文和武。在外形上，中國骨牌比典型的歐洲多米諾骨牌更為細長。

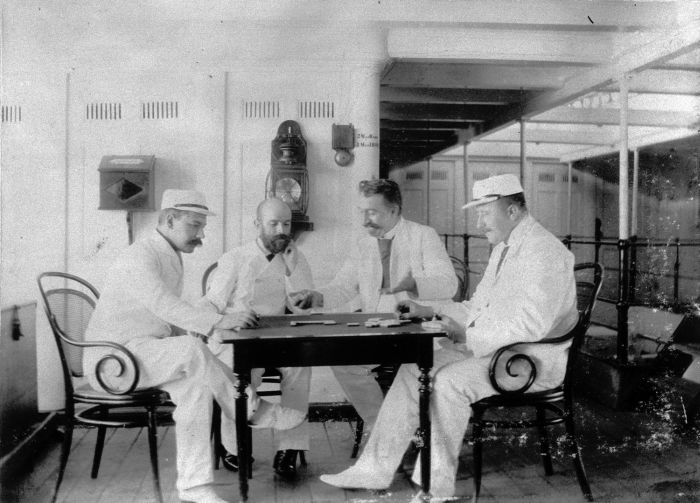
荷蘭水手玩多米諾骨牌，1890年代

18世紀初，骨牌傳至歐洲，首次在意大利出現。該遊戲從中國到歐洲後，內容有所改變。歐洲的多米諾骨牌既不包含種類的區別，也沒有重複的牌。另外，歐洲牌組包含7張額外的骨牌，其中6張的一端代表骰子的點數，另一端空白；而第7張骨牌兩端都空白（0-0）。
在19世紀的英國鄉村，象牙多米諾骨牌常用於解決傳統放牧邊界的爭議，因此被稱為“bonesticks”。

## 骨牌和花色

完整的雙六骨牌組

多米諾骨牌的長度是寬度的兩倍，通常在中間劃一條線將它們分成兩個方格。任何一端的面值是該端點數合計。在最常見的牌組（雙六骨牌組）中，面值範圍從空白（或零點）到六點。兩端面值的總和（即總點數）可以被稱為骨牌的等級或價值，並且具有較多點數的骨牌可以稱為比具有較少點數的骨牌「重」。
骨牌通常以其兩端點數值命名，例如2-5或5-2是用來代表兩端分別為2點和5點的骨牌。在兩端具有相同值的骨牌為「雙牌」，通常稱為雙0、雙1、雙2等。兩端不同值的骨牌稱為「單牌」。
每張骨牌就其兩個點數值而分屬於兩個「套」（suit），例如0-3骨牌屬於空白套（或0套）和3套。自然地，雙牌形式是一個例外，每張雙牌的兩端點數值相同，故僅屬於一個套。在「42」遊戲中，雙牌本身可以被視為一種特別的套（雙套），所以雙六（6-6）屬於６套和雙套。
市面上最常見的多米諾骨牌是雙六（共28張牌）和雙九（共55張牌）。也有更大的牌組存在，用在較多玩家或是希望玩得更久的場合。一個雙n牌組，其骨牌數目的公式為1/2(n + 1)(n + 2)。

## 規則
最受歡迎的多米諾骨牌遊戲類型是佈局型遊戲，分為兩大類：阻止遊戲和得分遊戲。
- 大多數多米諾骨牌遊戲都是封鎖遊戲，即目標是在清空自己的手牌並阻擋對手。最終，可以通過計算輸家手中的骨牌點數來確定得分。
- 在得分遊戲中，得分方式不同並且發生在遊戲過程中，而那也是主要目標。[11]
- 主要在新加坡的流行版本被稱為「威嚇規則」（Hector's Rules），允許在對手的手上玩雙牌，並在雙牌後馬上獎勵下一張骨牌。

## 競賽

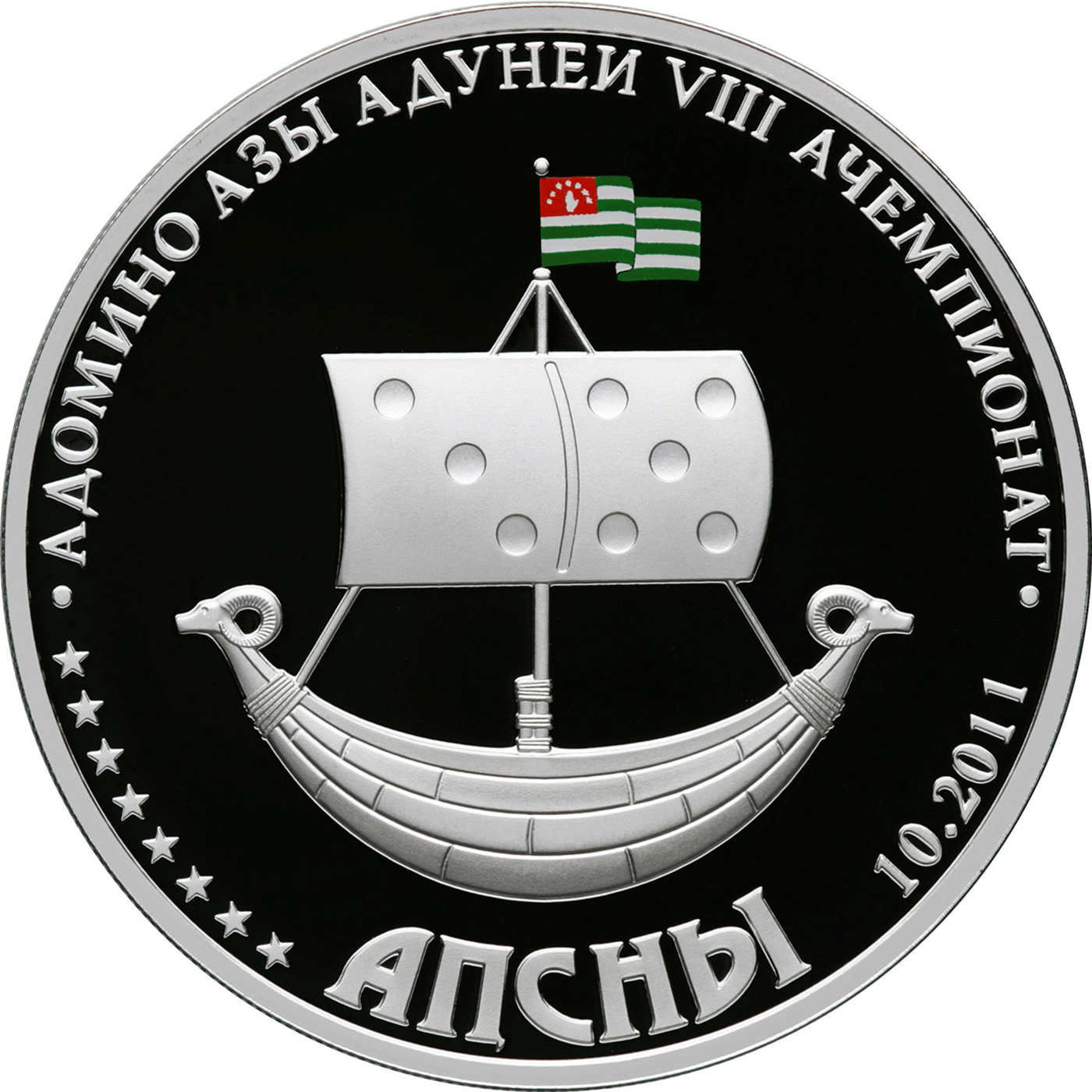
在阿布哈茲舉行的2011年多米諾骨牌世界錦標賽紀念幣

多米諾骨牌如同撲克一樣，已具有職業級的水準。業餘的多米諾骨牌組織和俱樂部則普遍存在於世界各地。有一些組織，包括國際多米諾骨牌聯合會（Fédération Internationale de Domino，縮寫 FIDO）有舉辦國際比賽。來自英國的戴倫·耶爾辛迪（Darren Elhindi）連續獲得2008年和2009年的FIDO多米諾骨牌世界冠軍。